# Calle Postigo Alto
La calle Postigo Alto es una vía pública de la ciudad española de Oviedo.

## Descripción
La vía formó parte de una primitiva «calle de Barredo» que, al prolongarse, se dividió en dos, para dar lugar a esta y a Postigo Bajo. El nombre de ambas se explica por una de las puertas de entrada de las que disponía Oviedo en el pasado, junto al barrio de San Isidoro. En la actualidad, Postigo Alto nace de la calle Oscura y llega hasta Postigo Bajo, con la que se funde cerca del pasaje de Luis Muñiz. Tiene cruces con Carta Puebla, Padre Suárez, San José, Regla y Paraíso. Aparece descrita en El libro de Oviedo (1887) de Fermín Canella y Secades con las siguientes palabras:

Postigo Alto.—Se llama así por el postigo ó puerta de pequeña importancia, que tenía la ciudad por bajo el antiguo barrio de San Isidoro comunicando con la actual calle de San José. Dícese que esta vía se llamó también calle de Barredo, y cuando se prolongó con moderna carretera hasta el paseo de la Tenderina y carretera de Gijón, construyéndose allí modestas casas, se dividió la calle en dos, denominadas Postigo Alto y Postigo Bajo.—Ent.: Mon.—Conc.: Postigo Bajo.
(Canella y Secades, 1887, p. 118)